# Houstonia (Missouri)
Houstonia é uma cidade localizada no estado americano de Missouri, no Condado de Pettis.

## Demografia
Segundo o censo americano de 2000, a sua população era de 275 habitantes.
Em 2006, foi estimada uma população de 289, um aumento de 14 (5.1%).

## Geografia
De acordo com o United States Census Bureau tem uma área de
0,5 km², dos quais 0,5 km² cobertos por terra e 0,0 km² cobertos por água. Houstonia localiza-se a aproximadamente 231 m acima do nível do mar.

## Localidades na vizinhança
O diagrama seguinte representa as localidades num raio de 24 km ao redor de Houstonia.